# أوتكيربك كاخوروف
أوتكيربك كاخوروف (بالقيرغيزية: Өткүрбек Каххоров)‏ هو ممثل وكاتب سيناريو أوزبكي. ولد عام 1999، وتحديدًا في 15 ديسمبر في منطقة أنديجان.
تخرج أوتكيربيك من جامعة وستمنستر الدولية في طشقند. في وقت لاحق، تلقى دروسًا في التمثيل الاحترافي من الممثلين المسرحيين الرئيسيين.

## فيلموغرافيا
| فيلم           | فيلم                             | فيلم           |
| سنة            | اسم                              | دور            |
| -------------- | -------------------------------- | -------------- |
| 2021           | (نجمة السفر) Sayohat Yulduzchasi | منسق انتاج     |
| 2021           | (معضلة أخلاقية) A Moral Dilemma  |                |
| مسلسل تلفزيوني |                                  |                |
| 2021-2022      | (صابرية) "Sabriya"               | كاتب السيناريو |
| 2021-          | (يسقط) "Tom-chi"                 |                |